# Sphaerogaster
Sphaerogaster är ett släkte av skalbaggar. Sphaerogaster ingår i familjen vivlar.
Kladogram enligt Catalogue of Life:
| Sphaerogaster | \| \| Sphaerogaster aracnoides \| \| \| \| \| \| Sphaerogaster profanus \| \| \| \| |
|               | \| \| Sphaerogaster aracnoides \| \| \| \| \| \| Sphaerogaster profanus \| \| \| \| |
|               | Sphaerogaster aracnoides                                                            |
|               |                                                                                     |
|               | Sphaerogaster profanus                                                              |
|               |                                                                                     |